# O czym się nie mówi (film 1924)
O czym się nie mówi – polski film niemy z 1924 roku, będący ekranizacją powieści Gabrieli Zapolskiej. Film nie zachował się do naszych czasów. Po premierze stosowano też zapis tytułu: O czem się nie mówi.
W głównej roli kobiecej wystąpiła Jadwiga Smosarska, największa gwiazda polskiego kina w okresie dwudziestolecia międzywojennego.

## Treść
Krajewski, urzędnik bankowy, zakochuje się w przypadkowo poznanej, pięknej dziewczynie Frani. Frania odwzajemnia jego uczucie. Wkrótce jednak wychodzi na jaw, że jego ukochana pracuje jako prostytutka.

## Główne role
- Jadwiga Smosarska (Frania zwana „Porankiem”)
- Kazimierz Justian (urzędnik bankowy Krajewski zwany Tatuńciem)
- Wanda Siemaszkowa (Romanowa)
- Władysław Grabowski (Konitz)
- Stefan Jaracz (radca Wolski)
- Maria Gorczyńska (Mańka)
- Wiesław Gawlikowski (stręczyciel)
- Maria Dulęba (Gwozdecka)
- Maria Balcerkiewiczówna
- Justyna Czartorzyska
- Mira Zimińska
- Tadeusz Olsza
- Jan Szymański
- Maria Chaveau
- Włodzimierz Macherski